# The Frost Report
The Frost Report va ser un programa de televisió satíric presentat per David Frost. Va durar 28 episodis a la BBC des del 10 de març de 1966 fins al 26 de desembre de 1967. Va introduir a la televisió John Cleese, Ronnie Barker i Ronnie Corbett, i van llançar la carrera d'altres escriptors i intèrprets.

## Repartiment i guionistes
El repartiment principal era format per Frost, Corbett, Cleese, Barker, Sheila Steafel, i Nicky Henson. Julie Felix oferia els interludis musicals, mentre que Tom Lehrer també va interpretar cançons en alguns episodis.
Els escriptors i intèrprets de The Frost Report van treballar posteriorment en molts altres programes de televisió. Entre ells Bill Oddie i Tim Brooke-Taylor (de The Goodies), Barry Cryer, Ronnie Barker, Ronnie Corbett, Dick Vosburgh, Spike Mullins ((que escriuria els monòlegs de Two Ronnies de Corbett), Antony Jay (Sí, ministre i Sí, primer ministre), i els futurs membres de Monty Python Graham Chapman, John Cleese, Eric Idle, Terry Jones, i Michael Palin. Va ser mentre treballava a The Frost Report que els futurs Pythons ddesenvolupaven el seu estil d'escriptura. L'escriptor de comèdia Marty Feldman, així com els seus col·laboradors Frank Muir i Denis Norden, també contribuïren al programa.
Una compilació especial de la primera sèrie, titulada Frost over England (amb el clàssic Class sketch Cleese / Barker / Corbett, que parodiava el sistema de classes britànic) va guanyar la Rose d'Or al festival de Montreux (Suïssa) de 1967. Es va emetre una reunió especial única el dilluns de Pasqua (24 de març) de 2008. Durava noranta minuts i fou seguida de Frost over England.

## Situació de l'arxiu
Gairebé la meitat dels episodis produïts (15 de cada 28) són absents als arxius de la BBC. La sèrie de 1966 es completa a l'arxiu; els episodis perduts representen gairebé tota la temporada 2 i l'especial Frost over Christmas, tot i que se sap que existeixen cintes d'àudio gravades a casa de tots ells.

## Episodis
| Temporades | Episodis | Títol                               | Data emissió     | Situació d'arxiu |
| ---------- | -------- | ----------------------------------- | ---------------- | ---------------- |
| 1          | 1        | The Frost Report on Authority       | 10 març 1966     | existeix         |
| 1          | 2        | The Frost Report on Holidays        | 17 març 1966     | existeix         |
| 1          | 3        | The Frost Report on Sin             | 24 març 1966     | existeix         |
| 1          | 4        | The Frost Report on Elections       | 31 març 1966     | existeix         |
| 1          | 5        | The Frost Report on Class           | 7 abril 1966     | existeix         |
| 1          | 6        | The Frost Report on the News        | 14 abril 1966    | existeix         |
| 1          | 7        | The Frost Report on Education       | 21 abril 1966    | existeix         |
| 1          | 8        | The Frost Report on Love            | 28 abril 1966    | existeix         |
| 1          | 9        | The Frost Report on Law             | 12 maig 1966     | existeix         |
| 1          | 10       | The Frost Report on Leisure         | 19 maig 1966     | existeix         |
| 1          | 11       | The Frost Report on Medicine        | 26 maig 1966     | existeix         |
| 1          | 12       | The Frost Report on Food and Drink  | 2 juny 1966      | existeix         |
| 1          | 13       | The Frost Report on Trends          | 9 juny 1966      | existeix         |
| n/a        | Especial | Frost Over England                  | 26 març 1967     | existeix         |
| 2          | 1        | The Frost Report on Money           | 6 abril 1967     | perdut           |
| 2          | 2        | The Frost Report on Women           | 13 abril 1967    | existeix         |
| 2          | 3        | The Frost Report on the Forces      | 20 abril 1967    | perdut           |
| 2          | 4        | The Frost Report on Advertising     | 27 abril 1967    | perdut           |
| 2          | 5        | The Frost Report on Parliament      | 4 maig 1967      | perdut           |
| 2          | 6        | The Frost Report on the Countryside | 11 maig 1967     | perdut           |
| 2          | 7        | The Frost Report on Industry        | 18 maig 1967     | perdut           |
| 2          | 8        | The Frost Report on Culture         | 25 maig 1967     | perdut           |
| 2          | 9        | The Frost Report on Transport       | 1 juny 1967      | perdut           |
| 2          | 10       | The Frost Report on Crime           | 8 juny 1967      | perdut           |
| 2          | 11       | The Frost Report on Europe          | 15 juny 1967     | perdut           |
| 2          | 12       | The Frost Report on Youth           | 22 juny 1967     | perdut           |
| 2          | 13       | The Frost Report on Showbusiness    | 29 juny 1967     | perdut           |
| n/a        | Especial | Frost Over Christmas                | 26 desembre 1967 | perdut           |

## Espectacles similars
David Frost va presentar programes còmics relacionats amb repartiments similars. Aquests van incloure Frost on Sunday en 1968 amb els dos Ronnies, Josephine Tewson, i Sam Costa. El mateix any va presentar Frost on Saturday. Hi hagué un xou de reunió, The Frost Report is Back, emès en 2008.

## "Lord Privy Seal"
Un sketch de The Frost Report és responsable del terme "Lord Privy Seal", a la indústria de la televisió britànica, per significar la pràctica de fer coincidir imatges massa literals amb tots els elements de l'escriptura parlada. En l'esbós, la pràctica es va dur a l'extrem donant suport a un "reportatge de notícies" sobre el Lord del Segell Privat (un alt funcionari del gabinet) amb imatges, de forma ràpida, d'un lord, un "privat" (comuna) i una foca ("seal" en anglès) equilibrant una bola al nas. Richard Dawkins va esmentar la pràctica en una ressenya cinematogràfica.

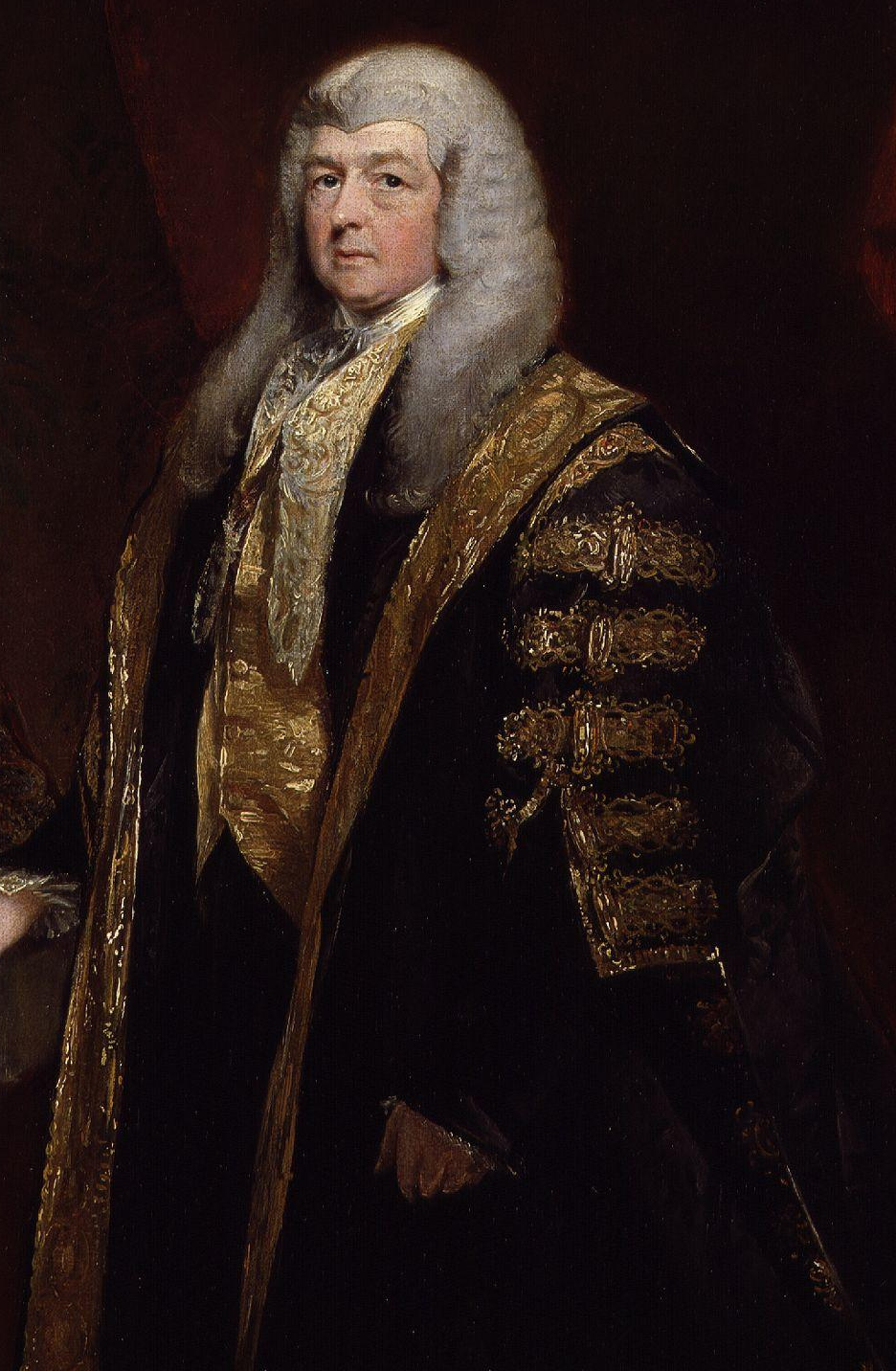
Lord
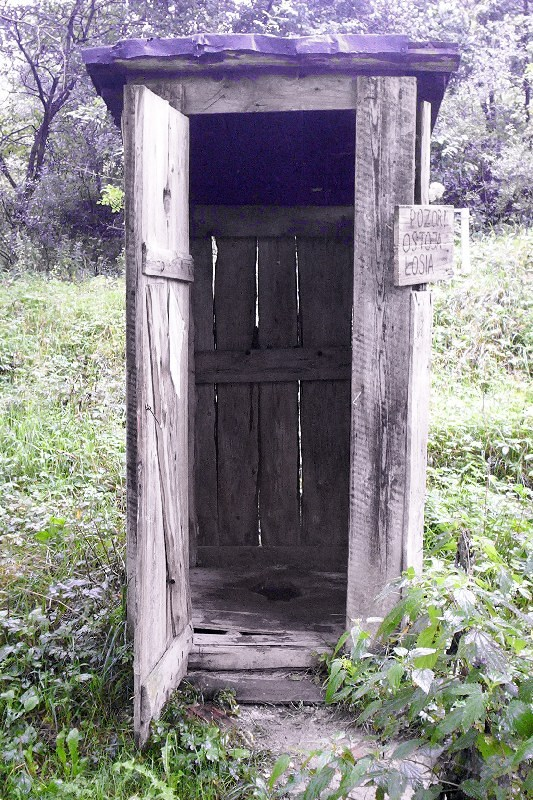
Privy
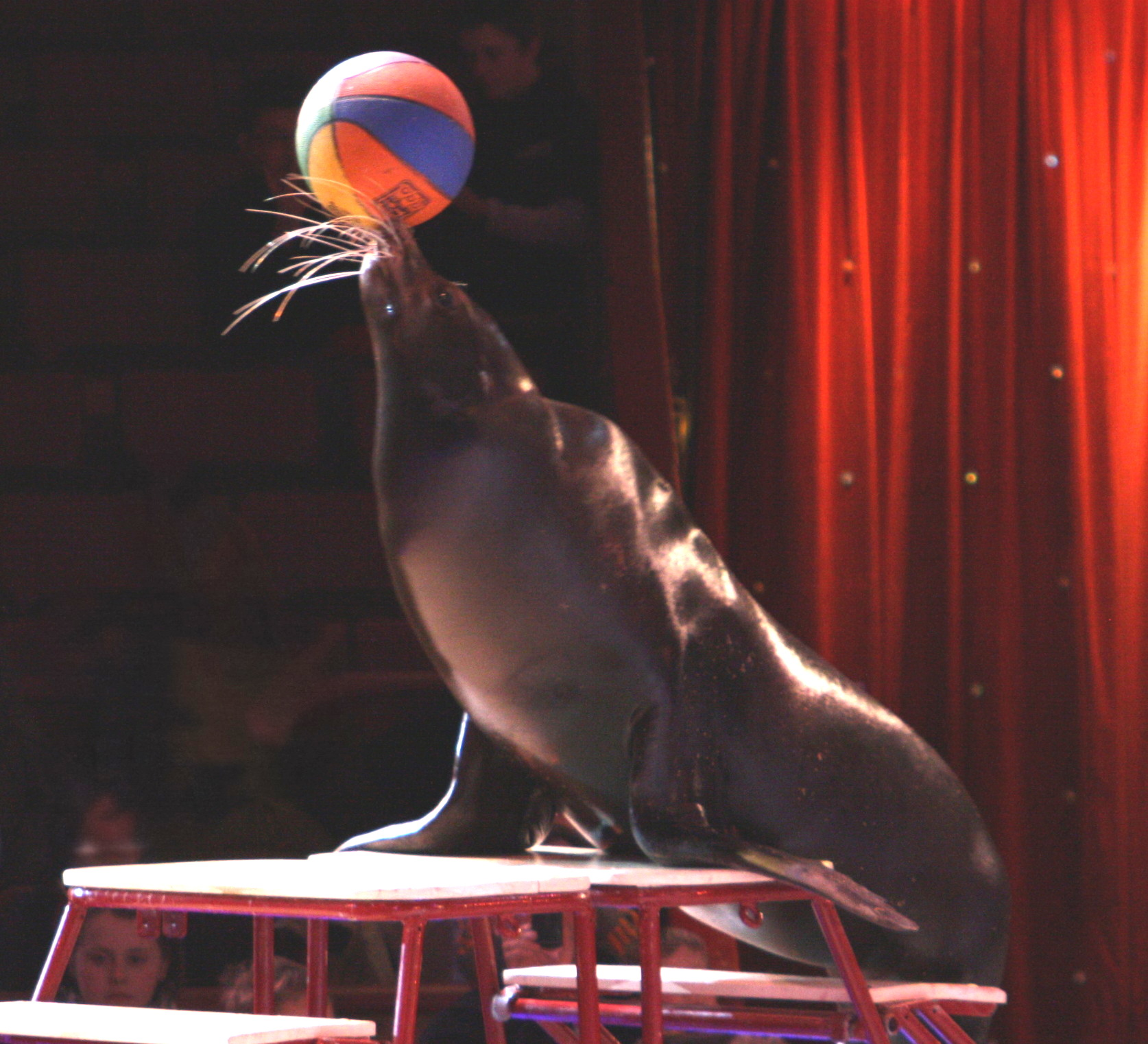
Seal